# Arboretum d'Olhain
El Arboreto de Olhain (en francés: Arboretum d'Olhain), es un arboreto de 2 hectáreas de extensión, que se encuentra entre Maisnil-les-Ruitz y Fresnicourt-le-Dolmen, Francia. 

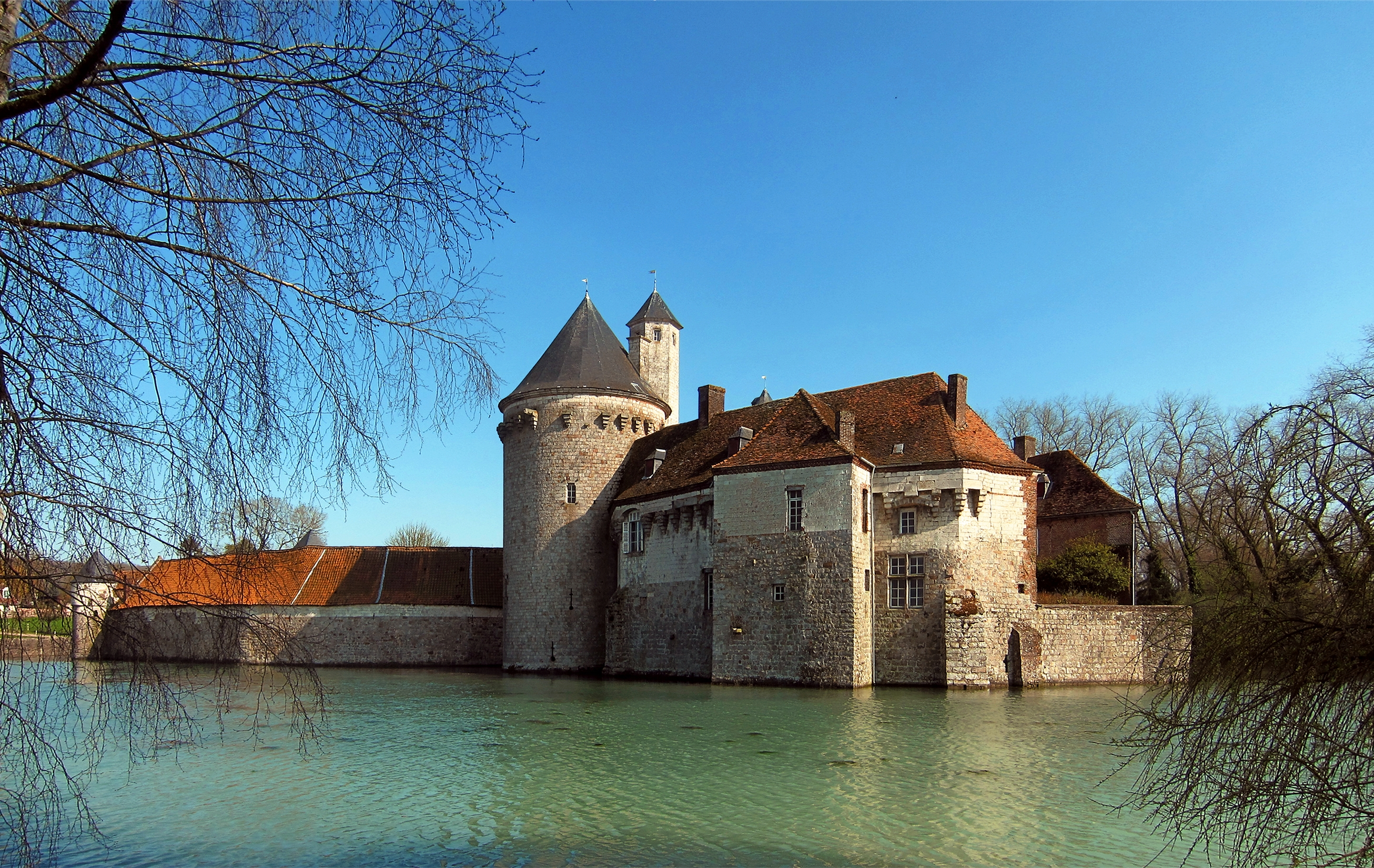
Vista del "Château d'Ohlain" del que se encuentra en la proximidad.

## Localización
El arboreto se sitúa en zona de un clima templado. Con precipitaciones significativas que se producen durante todo el año, incluso durante los meses más secos. Durante el año, la temperatura media es 9,8 °C. Hay un promedio de 684 mm de lluvia al año.
Con una temperatura media de 17,1 °C, agosto es el más caluroso del año. 2.7 °C en enero es el más frío del año.
Arboretum d'Olhain, forêt domaniale d'Olhain, Maisnil-les-Ruitz // Fresnicourt-le-Dolmen, Département de Pas de Calais, Nord-Pas de Calais, France-Francia. 
Planos y vistas satelitales, 50°27′10″N 2°35′09″E / 50.45278, 2.58583
Está abierto todos los días a todo el público en general libremente.

## Historia
El Parque arboreto de Olhain es un parque departamental de la naturaleza y recreación de Olhain, espacio natural enfocado al ocio y al turismo, se encuentra en el territorio de Maisnil-les-Ruitz.
Está compartido con Fresnicourt-le-Dolmen, parte del « forêt domaniale d'Olhain » donde se ubica en su interior, pero sobre todo el parque departamental de Olhain da la acogida a los visitantes en el área denominada « bois des Clercs » (el bosque de la Clérigos), creado por el « Conseil général du Pas-de-Calais » (Consejo General del Paso de Calais) en 1973.

## Colecciones
Actualmente con el bosque, el parque de Olhain representa 450 hectáreas de bosque y sus muchas instalaciones deportivas recreativas: tenis, natación, golf, minigolf, aventura en los árboles para adultos y niños, guía de ruta permanente, ruta tirolinas, aero-saltar, caminar en la correa, el parque es un importante destino para el ocio activo.
Se encuentra en el corazón del « forêt domaniale d'Olhain » (bosque de Olhain) una isla de naturaleza preservada. 
También permite la práctica del senderismo en la naturaleza.
Abierto al público, este parque es visitado anualmente por más de 300.000 visitantes en promedio cada año.